# DMC DeLorean

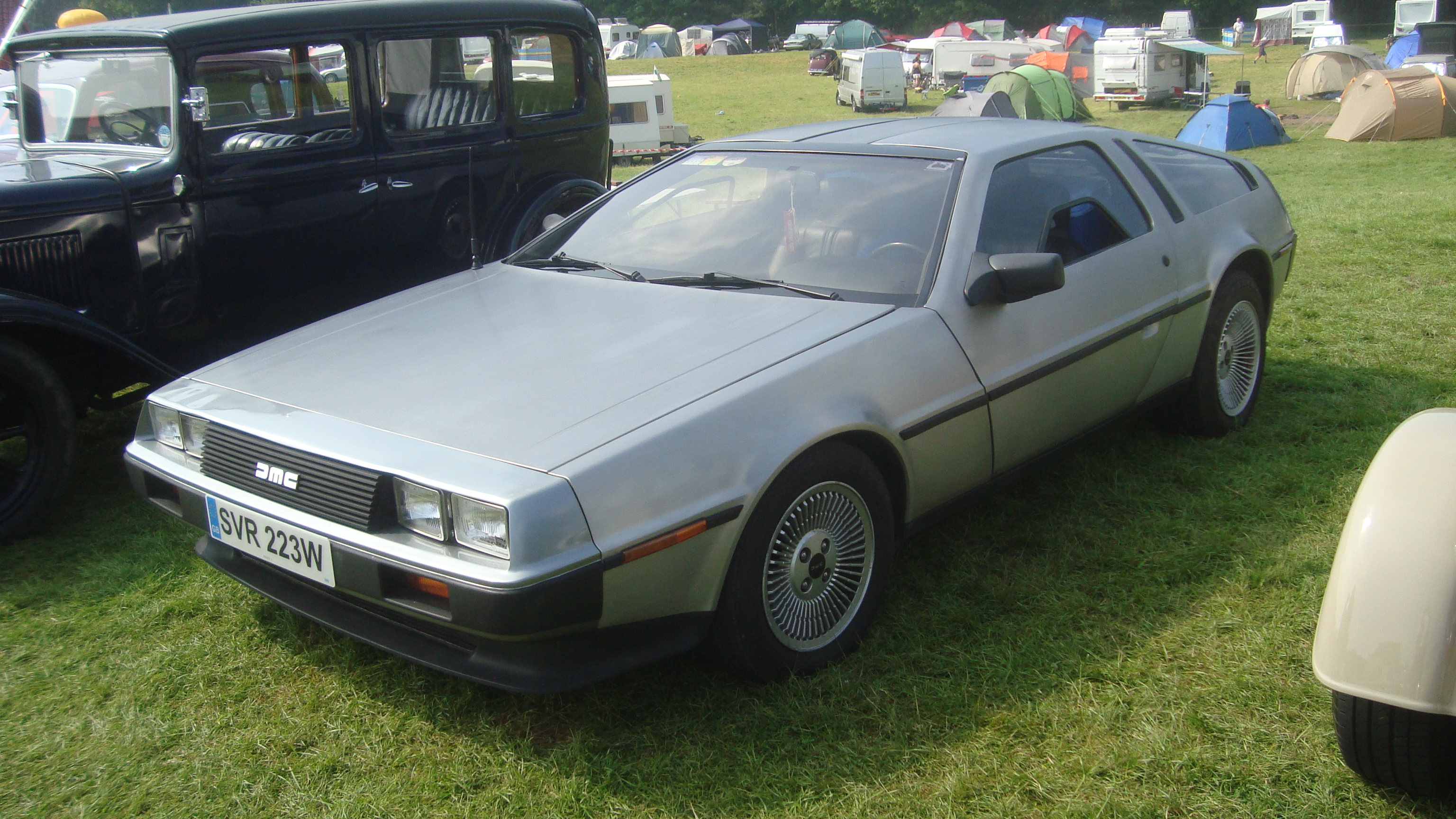
Automobilul DeLorean.

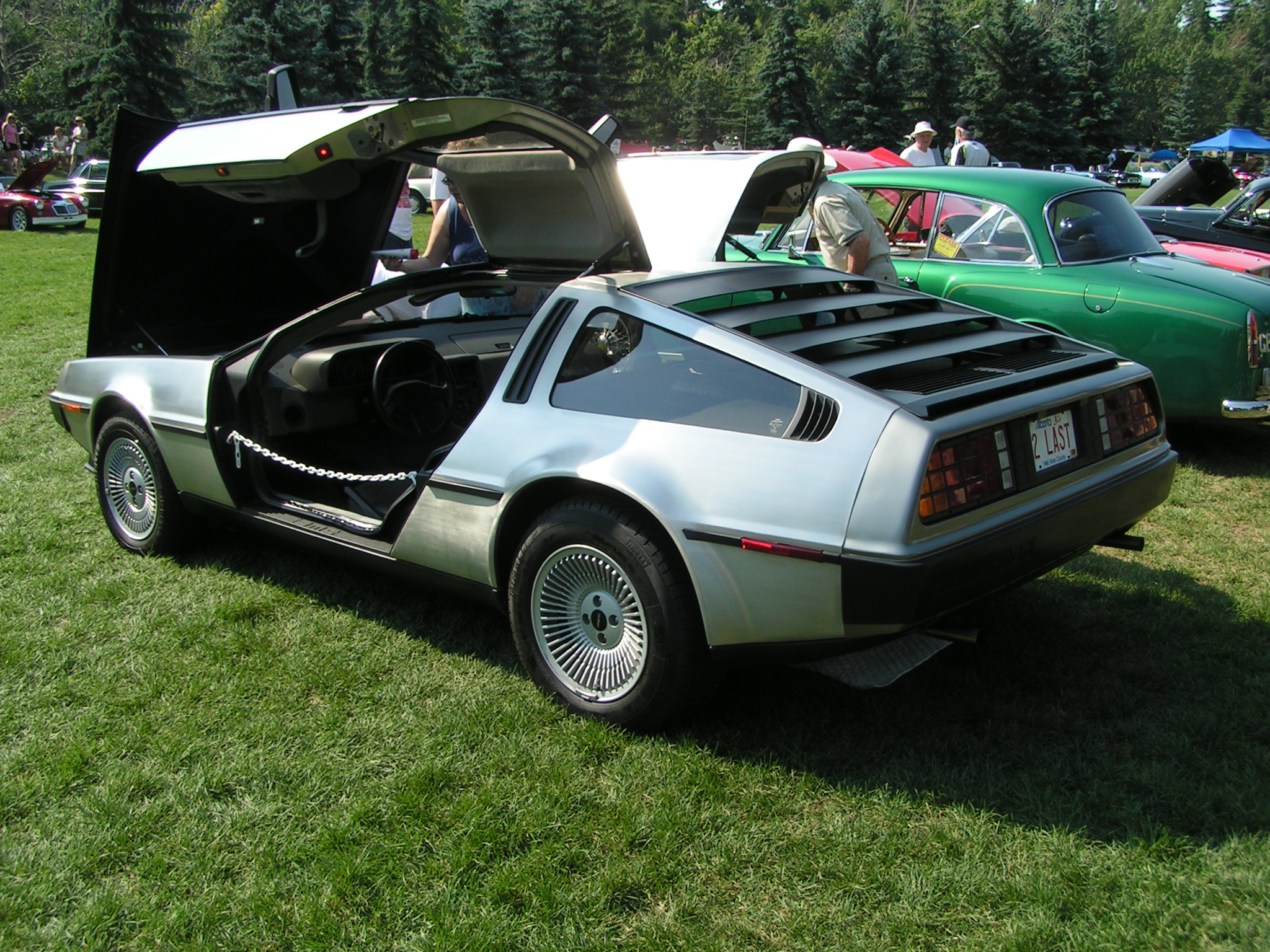
DeLorean cu ușile sale specifice deschise.

DMC DeLorean sau simplu DeLorean este o mașină sport și singurul automobil fabricat de DeLorean Motor Company (DMC) din 1981 până în 1982, pentru piața americană. Mașina a fost proiectată de Giorgetto Giugiaro și s-a remarcat datorită ușilor de tip aripi de pescăruș, cu deschidere verticală și exteriorului din oțel inoxidabil periat. A devenit cunoscută pe scară largă pentru lipsa sa dezamăgitoare de putere și performanță, care nu se potriveau cu așteptările create de aspectul și prețul său. Deși producția a fost de scurtă durată, mașina a devenit și mai cunoscută după 1985 după ce a apărut în trilogia filmului Înapoi în viitor (1985, 1989 și 1990) ca un automobil transformat într-o mașină a timpului de către excentricul om de știință Doc Brown.
Pe toată durata producției, mașina și-a păstrat stilul de bază, deși au fost făcute modificări minore la capotă și roți. Prima mașină de producție a fost finalizată pe 21 ianuarie 1981. Aproximativ 9.000 de DeLorean au fost fabricate înainte ca producția să fie oprită la sfârșitul lunii decembrie 1982, la scurt timp după ce DMC a falimentat.
În ciuda faptului că mașina are o reputație pentru o calitate slabă a construcției și o experiență de conducere mai puțin satisfăcătoare, DeLorean continuă să aibă admiratori. Se estimează că 6.500 de mașini DeLorean sunt încă în circulație.